# العطاس (أسرة)
آل العطاس وهم قبيلة علوية حسينية هاشمية عدنانية من قبائل السادة آل باعلوي في حضرموت. وتعددت الروايات حول سبب التسمية بلقب «العطاس»، وتحوله مع السنين إلى اسم العائلة، وإن كانت جميعها في نفس الإطار إلا أن أرجحها كما يقول بعض النسابة هو أن السيد عبد الرحمن بن عقيل عطس عند ولادته أكثر من مرة فلازمه اللقب. وقد برز منهم الكثير من رجال العلم والوجاهة، وهم منتشرون في الأقطار، في أنحاء الجزيرة العربية وجزر الشرق الأقصى والهند وغيرها.

## نسبهم
يرجع نسب آل العطاس إلى السقاف، فيقال: «أن كل عطاس سقاف، ولكن ليس كل سقاف عطاس». كما أن جميع أفراد أسرة العطاس يعودون إلى أحد أبناء السيد عبد الرحمن العطاس، فإما ينتسبون إلى: عمر بن عبد الرحمن العطاس، أو عقيل بن عبد الرحمن العطاس، أو عبد الله بن عبد الرحمن العطاس. فجدهم الجامع هو السيد عبد الرحمن العطاس بن عقيل بن سالم بن عبد الله بن عبد الرحمن بن عبد الله بن عبد الرحمن السقاف بن محمد مولى الدويلة بن علي بن علوي الغيور بن الفقيه المقدم محمد بن علي بن محمد صاحب مرباط بن علي خالع قسم بن علوي بن محمد بن علوي بن عبيد الله بن أحمد المهاجر (جد آل باعلوي) بن عيسى بن محمد النقيب بن علي العريضي بن جعفر الصادق بن محمد الباقر بن علي زين العابدين بن الحسين السبط (حفيد محمد ﷺ) بن الإمام علي بن أبي طالب بن عبد المطلب بن عمرو (جد بني هاشم) بن عبد مناف بن قصي بن كلاب بن مرة بن كعب بن لؤي بن غالب بن فهر بن مالك بن النضر (جد قريش) بن كنانة بن خزيمة بن مدركة بن إلياس بن مضر بن نزار بن معد بن عدنان (جد العرب المستعربة) من ذرية إسماعيل بن إبراهيم إلى آدم (أبو البشر).

## تاريخهم
يعتبر الحبيب عمر بن عبد الرحمن العطاس، وهو أول من خرج من آل العطاس إلى وديان حضرموت للدعوة إلى الله، وقد زار كثير من البلاد في حضرموت، ثم استوطن بلدة حريضة وتزوج بها، ثم قدم أخوه عقيل بن عبد الرحمن ووالده عبد الرحمن إلى حريضة، وتوفي والده بها ودفن في مقبرة حريضة، وهو أول من دفن من العلويين في حريضة.
- من عقب الحبيب عمر بن عبد الرحمن العطاس: (آل عبد الله بن عمر، وآل عبد الرحمن بن عمر، وآل سالم بن عمر، وآل حسين بن عمر، وآل محسن بن حسين، وآل أحمد بن حسين، وآل طالب، وآل حسن بن حسين، وآل عبد الله بن حسين، وآل علي بن حسين، وآل عمر بن حسين).
- ومن عقب عقيل بن عبد الرحمن العطاس: (آل عقيل، آل عمر بن عمر، ويطلق عليهم جميعًا آل عقيل نسبه لجدهم عقيل بن عبد الرحمن العطاس).
- وعقب عبد الله بن عبد الرحمن العطاس منتشر بيافع.

## مناطق تواجدهم
يعرف عن حريضة أنها عاصمة آل العطاس، ومنهم بعد ذلك من انتقل إلى الوديان والقرى المجاورة. كما أن هناك بلدان معروفة بسكانها من أسرة العطاس، منها في حضرموت: وادي عمد، سدبة، المشهد، نفحون، عنق، حجر، المكلا، صيف، موشح، الهجرين، صبيخ، الريضة، الشحر، الخريبة. وفي بعض بلاد المهجر مثل: دولة الإمارات العربية المتحدة، والمملكة العربية السعودية، وإندونيسيا، وماليزيا.

## من أعلامهم
من العلماء والدعاة:
- عمر بن عبد الرحمن العطاس (الجد الأكبر)
- علي بن حسن العطاس (صاحب المشهد)
- أبو بكر بن عبد الله العطاس (صاحب عمد)
- عبد الله بن محسن العطاس (صاحب بوقور)
- أحمد بن حسن العطاس (دفن في حريضة)